# Phelliactis carlgreni
Phelliactis carlgreni is een zeeanemonensoort uit de familie Hormathiidae.
Phelliactis carlgreni is voor het eerst wetenschappelijk beschreven door Doumenc in 1975.